# Veterinary Record
Die Veterinary Record (Abkürzung Vet. Rec.) ist eine tiermedizinische Fachzeitschrift unter Peer Review, welche von der British Veterinary Association herausgegeben wird. Die Zeitschrift veröffentlicht Neuigkeiten, Meinungen, Briefe, wissenschaftliche systematische Übersichtsarbeiten und originäre Forschung zu tiermedizinischen Themen. Auch Karriereinformationen, Neuigkeiten aus der Industrie und Zusammenfassungen von Originalarbeiten in anderen Journals werden publiziert. Chief veterinary adviser ist das Mitglied des britischen Oberhauses Alexander Trees, Baron Trees.
Eine Publikation unter Open Access ist möglich, allerdings für die Autoren kostenpflichtig. Ein Ableger ist seit 2014 die Open-Access-Zeitschrift Veterinary Record Open.
Nach dem Journal Citation Reports hatte die Zeitschrift 2020 einen Impact Factor von 2,695.